# GENERATOR
『GENERATOR』（ジェネレーター）は、日本のロックバンド、PERSONZの、オリジナル・アルバム『OURS』（9枚目）と『GUARDIAN ANGEL』（10枚目）の間に制作されたミニ・アルバムである。

## 参加ミュージシャン
- 田中詠司 (Gu) : ALL SONGS
- 友森昭一 (Gu) : Track 1,5
- 内田光一 (Gu) : Track 2,4
- 小森茂生 (Key) : Track 1,2,3,5

## 収録曲
（全曲作詞：JILL / 作曲：渡邉貢）
1. GENERATOR
2. MY DESIRE-GROOVER TAKE-
3. NOBODY'S PERFECT
4. TWO HEARTS-SLUMBER TAKE-
5. YEAH! YEAH! YEAH!

## 品番
CD: TOCT-9167